# Антипа, Семён Андреевич
Антипа Семён Андреевич (греч.  Αντύπας  Συμεών του Ανδρέα ) (1780—1845) — офицер Российского императорского флота, участник Русско-турецких войн 1806—1812 и 1828—1829 годов, Георгиевский кавалер, обер-интендант Черноморского флота, председатель комитета по сооружению в Севастополе сухих доков, генерал-майор.

## Биография
Антипа Семён Андреевич родился в 1780 году. Был сыном одного из первых греческих переселенцев, которые были вынуждены в 1775 году покинуть родину, спасаясь от турецкого ига. Тогда около сотни греков, в том числе несколько десятков детей были вывезены в Санкт-Петербург эскадрой вице-адмирала А. В. Елманова (1716—1778).
11 декабря 1796 года поступил в Морской корпус кадетом. 4 февраля 1800 года произведен в гардемарины. В 1800—1801 годах во время корабельной практики плавал от Кронштадта до Копенгагена на фрегате «Архипелаг», затем на фрегате «Венус» был в плавании по шведским и прусским портам. 28 июня 1802 года, после окончания Морского корпуса, произведен в мичманы галерного флота. В 1803 году переведён на Черноморский флот.
В 1803 и 1804 годах на габаре «Валериан» в плавании между Николаевом и Севастополем. В 1805 году состоял адъютантом при вице-адмирале И. И. Престмане (John Thomas Priestman, ок. 1750—1811) в Николаеве. В 1806 году на бриге «Диана» плавал между Николаевом и Константинополем. Принимал участие в русско-турецкой войне 1806—1812 годов. В 1807 году на линейном корабле «Ратный» плавал с флотом в Чёрном море и участвовал во взятии Анапы. В марте 1808 года за отличие произведён в лейтенанты.
С 1808 года командовал требакой «Константин», затем бригом «Диана» в Чёрном море. В 1809—1811 годах, командуя бригом «Панагия Апотуменгано», ежегодно крейсировал у абхазского и анатолийского берегов. В 1812 году на линейном корабле «Двенадцать Апостолов» был в кампании на севастопольском рейде. В 1813—1819 годах ежегодно крейсировал в Чёрном море. В июле 1818 года произведён в капитан-лейтенанты.
В 1820—1822 годах находился при Николаевском порте. В 1823 году, командуя семью канонерскими лодками, перешёл от Николаева до Килии, затем берегом возвратился обратно в Николаев. С 1824 по 1825 год находился при Николаевском порте. Летом 1826 и 1827 годов, командуя транспортом «Змея», плавал по черноморским портам. В 1827 году награждён орденом Святого Владимира 4-й степени, а декабре того же года произведен в капитаны 2 ранга. В 1828 году награждён орденом Святого Георгия 4-й степени за 25 лет службы в офицерских чинах.
Принимал участие в русско-турецкой войне 1828—1829 годов. В 1829 году командовал фрегатом «Тенедос», 14 июля корабль доставил 588 солдат в Мессемврию и соединился со стоящим там флотом. С 17 июля 1829 года командовал кораблём «Пармен», плавал с флотом у румелийских берегов, позже крейсируя от Сизополя до Босфора, участвовал во взятии Инады и Мидии. В 1830 году командуя тем же кораблем в составе эскадры контр-адмирала М. Н. Кумани, перевозил десантные войска из Румелии и Болгарии в черноморские порты.
25 июня 1831 года произведён в капитаны 1 ранга. В 1831—1832 годах командовал в Севастополе сначала 43-м, а после 40-м флотским экипажем. В 1833 году принимал участие в экспедиции Черноморского флота на Босфор, командовал кораблём «Пармен» в эскадре вице-адмирала М. П. Лазарева, перевозил десантные войска из Одессы на Буюкдерский рейд, а затем в Феодосию. Награждён орденом Святого Станислава 3-й степени, а от Султана получил в награду золотую медаль.
В 1834—1835 годах командовал кораблём «Пармен» при Севастопольском порте. В декабре 1837 года произведён в генерал-майоры морского ведомства. В следующем году занимал должность обер-интенданта Черноморского флота. В 1841 году Семён Андреевич Антипа принял российское подданство. В 1842 году назначен председателем комитета по сооружению в Севастополе сухих доков.
Был женат, его сын — Иван Семёнович Антипа (1820—1884) стал военным моряком, участвовал в Крымской войне, Обороне Севастополя, Георгиевским кавалером, контр-адмиралом.
Умер Семён Андреевич Антипа 8 сентября 1845 года.